# Аникет
Аникет (на латински: Anicetus) е римски папа от около 154 до около 167. Името му идва от гръцки и означава „непобедим“.
Според „Книга на папите“ той е сириец от Емеса (днес Хомс).
Аникет е първият епископ на Рим, който осъжда еретичното учение – монтанизъм. Той също така се обявява срещу гностицизма и маркионизма. Аникет издава декрет, който забранява на християнските свещеници да носят дълги коси, така както са правели гностиците.
Според Ириней Лионски по време на неговия понтификат св. Поликарп Смирненски вече на преклонна възраст се явил при него в Рим за дебат по повод времето за празнуване на Великден. Поликарп, както и всички представители на Източната църква празнували Пасха на 19 април, в деня на тайната вечеря на Христос, без да вземат предвид дали е неделя. В Рим (в съответствие с обичая, въведен от св. Петър и св. Павел) празникът се отбелязвал в неделята след 19 април, а денят на Христовата смърт (pasca staurosimon, pascha crucificationis) – в петък; тази римска традиция се съхранила. Дискусията се състояла, но страните не стигнали до съгласие. Според Евсевий Кесарийски: „Нито Поликарп успя да убеди папата, нито папата Поликарп. Спорът не бил завършен, но отношенията не били нарушени“. Папата позволил на Поликарп да продължи да празнува Пасха в църквата в Смирна в деня, в който е свикнал.
Има сведения, че папа Аникет умира като мъченик (липват точни детайли как) по времето на съимператора Луций Вер. За дата на смъртта са посочвани 16, 17 и 20 април, като денят, в който се почита паметта му, е 17 април. Погребан е във Ватикана.